# Бухта Лаврова
Бухта Лаврова — бухта северо-западной части Олюторского залива в Беринговом море, находится на территории Олюторского района, у основания полуострова Говена северо-восточного побережья Камчатского края. Бухтой Лаврова также называют расположенный на побережье и в акватории бухты один из трёх участков Корякского заповедника.

## Описание
Находится на расстоянии примерно 16 км на северо-востоке от бухты Южной Глубокой. Представляет собой фьорд, зажатый высокими сопками Пылгинского хребта Корякского нагорья. Длина бухты около 11 км. В створе имеет ширину порядка 6,5 км, к вершине сужается до 1 км. В районе вершины две песчаные косы формируют две маленькие бухточки — Вестовую и Остовую.
В бухту периодически заплывают киты и косатки. Иногда заходят круизные морские суда. Администрация Корякского заповедника разрешает туристам кратковременное пребывание на берегу для знакомства с местностью. В сопках относительно недалеко от бухты расположены живописные озёра Илиргытхын (Илыр-Гытхын) и Потатгытхын (Потат-Гытхын), являющиеся памятниками природы.

## Открытие и присвоение названия
Бухту открыл в 1885 году российский мореход и китобой Фридольф Гек во время плавания на шхуне «Сибирь». Гек назвал бухту в честь одного из «отцов» Владивостока контр-адмирала Василия Лаврова.

## Хозяйственное использование
Бухта играла важную роль в промысле и переработке популярной в СССР олюторской сельди. Промышленный лов этой сельди начался в 1936 году судами Базы активного опытного лова (БАОЛ) именно с бухты Лаврова и соседней Бухты Южной Глубокой. Во второй половине 1950-х годов для приёмки, переработки и хранения сельди в бухте постоянно дислоцировались суда-рефрижераторы, используемые как плавбазы: в 1956 году — «Анатолий Серов», в 1957—1959 годах в бухте постоянно стоял рефрижератор «Комсомолец Арктики» (98 м в длину, 13 — в ширину, вместимость 3,45 тыс. тонн) камчатского предприятия Тралфлот. «Комсомолец Арктики» в сутки мог переработать до 100 тонн рыбы. По окончании путины с минимальными экипажами оставались стоять в бухте.
К началу 1960-х годов береговой завод в бухте имел брезентовые посольные чаны в деревянных лабазах вместимостью 9,6 тыс. тонн и холодильники для слабосолёной продукции вместимостью 1,8 тыс. тонн. В 1961 году завод выпустил 24 тыс. тонн готовой продукции. К середине 1960-х производство было модернизировано и расширено.
В 1960 году по призыву комсомола молодёжь возвела на берегу бухты посёлок Дружный для персонала завода. В 1975 году, после запрета промысла олюторской сельди (из-за обвального снижения запасов), посёлок был заброшен.

## Кораблекрушения
Бухта имеет крутые скалистые берега. В период, когда бухта усиленно эксплуатировалась в рыбохозяйственных целях, в ней произошло не менее четырёх кораблекрушений по схожему сценарию: суда садились на камни у берега. 19 октября 1957 года в бухте сел на камни логгер СРТ-626 (порт приписки — Петропавловск-Камчатский). Судно пришлось оставить. В 1960 году села на мель парусно-моторная шхуна «Устрица» Камчатрыбфлота. После демонтажа оборудования шхуна также была оставлена. 26 октября 1965 года на камнях оказался СРТ «Центавр» (порт приписки — Находка). Траулер сняли с камней, однако через два километра буксировки он затонул. В 1978 году сел на камни и был оставлен экипажем БМРТ «Кречет». Это судно до сих пор является одной из туристских достопримечательностей бухты наряду с руинами посёлка, рыбокомбината и зверосовхоза.

## В творчестве
Бухте Лаврова посвящено стихотворение камчатского журналиста, писателя и поэта Г. Я. Струначёва-Отрока «В бухте Лаврова». Фрагмент:
Ушла селёдка.

Пирсы опустели.

В скалистый берег волны бьют набат.

И вымершим стоит

                                     осиротелый, Забытый Богом 

                               Рыбокомбинат.

## Комментарий
1. ↑  В местном произношении ударение ставится на первый слог (Бухта Ла́врова). См. Жестков В. «Бухта Лаврова: глядеть — не наглядеться». Дата обращения: 11 сентября 2018. Архивировано из оригинала 15 апреля 2018 года. В то же время «Словарь имён собственных» рекомендует. в произношении фамилии Лавров ставить ударение на второй слог (Лавро́в)
2. ↑  Время, сезон, в течение которого производится промышленный лов рыбы, а также сам лов в это время. См. Викисловарь. ru.wiktionary.org. Дата обращения: 14 декабря 2019. Архивировано 26 февраля 2021 года.
3. ↑  См. фото к статье В. Жесткова «Бухта Лаврова: глядеть — не наглядеться». Дата обращения: 11 сентября 2018. Архивировано из оригинала 15 апреля 2018 года.